# Charge de Cleveland
Le Charge de Cleveland (en anglais : Cleveland Charge) est une équipe de la NBA Gatorade League, ligue américaine mineure de basket-ball créée et dirigée par la NBA. L'équipe est domiciliée à Cleveland (Ohio).

## Historique

### Flight de Huntsville

#### Saison 2001-2002
L’histoire débute le 11 avril 2001 lors de l’officialisation de l’arrivée d’une nouvelle franchise à Huntsville, Alabama. C’est la troisième annoncée dans la nouvelle ligue, après Fayetteville et North Charleston. Le Von Braun Center, bien que plus vieux que les standards habituels, est jugé très bien entretenu, et doit accueillir la nouvelle équipe. Pour mener tout ce beau monde est choisi comme coach Bob Thornton, qui arrive du Thunder de Quad City en CBA.
Étrangement, le premier match de l’histoire du Flight est à l’image de sa première saison. Presque bon, mais pas tout à fait assez pour être du bon côté. C’est en effet en prolongation que se termine leur première rencontre, chez les Riverdragons de Columbus, après avoir remonté 20 longueurs de retard. Tremaine Fowlkes inscrit cinq points lors de l’ultime période, et Huntsville doit s’incliner 85 à 82. De fait, avec 26 victoires et 30 défaites, la franchise termine à la première place… des éliminés à la course aux playoffs. Mention tout de même pour Michael Wilks, qui remporte le Sportsmanship Award.

#### Saison 2002-2003
Avant 2002-2003, Thornton quitte le navire, ayant trouvé un poste d’assistant aux Bulls de Chicago. C’est donc son ancien bras droit Ralph Lewis qui prend sa place. Il s’appuie principalement sur Lonnie Harrell (13,4 points) et Brandon Williams (12,9), qui sont tous deux choisis dans les mentions honorables de fin d’exercice (les meilleurs joueurs non retenus dans les équipes types). Les débuts sont prometteurs, car Huntsville est la dernière formation à rester invaincue. Mais ils se révèlent finalement un peu courts, et dans une ligue où chaque succès compte leurs 44 % de victoires les laissent à la dernière position du classement, bien loin des playoffs.

#### Saison 2003-2004
Avec quatre joueurs (dont Lonnie Harrell) plus le coach de retour pour 2003-2004, le Flight est presque stable pour le niveau. Cela se voit sur le terrain, car tout se passe beaucoup mieux que la saison d’avant. Dans une ligue réduite à six formations, ils terminent avec un bilan positif en milieu de classement, se qualifiant pour les premiers playoffs de leur histoire. Au premier tour, ils passent les Lowgators de Charleston 108 à 100. Ils peuvent compter sur Damone Brown et Erick Barkley en forme, qui inscrivent respectivement 34 et 33 points. En finale, c’est l’Altitude d’Asheville qui se dresse sur leur route. Huntsville y croit tout d’abord, en comptant jusqu’à 18 longueurs d’avance et en voyant Desmond Penigar (rookie de l’année pour Asheville) sortir sur blessure. Ils sont même à deux doigts de l’emporter, mais le layup de la victoire d’Erick Barkley, au buzzer à 97 partout, ne fait pas trembler le filet. Cela reste ensuite serré jusqu’au bout, et c’est finalement Antonio Meeking qui met le tir décisif depuis la tête de raquette à 1,8 seconde de la fin, et qui donne le titre à l’Altitude.

#### Saison 2004-2005
La saison 2004-2005 ressemble un peu à la précédente en termes de résultats. Mais certains joueurs se mettent en valeur. Rodney Bias par exemple s’empare de 24 rebonds lors d’une victoire sur le Flame de la Floride, établissant ainsi le nouveau record de la ligue. De nouveau qualifiés pour les playoffs, ils affrontent encore une fois Asheville, cette fois en demi-finale. À l’extérieur, Huntsville ne parvient pas à prendre le dessus, et s’incline 90 à 86.

### Thunderbirds d'Albuquerque

#### Saison 2005-2006
Si le sportif tourne plutôt bien pour le Flight, c’est plutôt en dehors des terrains que les premiers échos négatifs apparaissent. Le 22 mars 2005, le Huntsville Times écrit ainsi que le Flight n’est pas à vendre. Pourtant le 4 mai l’annonce tombe, l’équipe cesse son activité. C’est du côté d’Albuquerque qui l’histoire s’écrit désormais. Début mai 2005, Michael Cooper est choisi pour être le premier entraîneur de la nouvelle équipe. Il arrive de WNBA, où il a connu une expérience réussie avec les Sparks de Los Angeles. Quelques jours plus tard, la salle (Tingley Coliseum), le nom « Thunderbirds » et les couleurs sont dévoilés.
Les débuts de Cooper et des siens ne sont pas de tout repos. Si quelques équipes parviennent à maintenir un semblant de stabilité, Albuquerque n’a pas cette chance et subit de nombreux changements d’effectif. Ainsi, sur les 27 premiers matchs, ils acquièrent, renvoient, ou échangent pas moins de 17 joueurs. Pire, les trois meilleurs (Chuck Hayes, Joe Shipp et CJ Miles) partent en début d’année. Ils tiennent malgré tout le cap, et terminent même la saison en seconde position, se qualifiant dans le même temps pour les playoffs. Le premier tour face au Flame de la Floride est relativement tranquille, grâce à un 16 à 2 passé en début de troisième quart temps. Les Thunderbirds se qualifient 80 à 71. La finale se dispute chez les Flyers de Fort Worth, devant 3518 spectateurs. Albuquerque se transcende et partage la balle, car les huit joueurs qui foulent le parquet marquent tous plus de dix points, emmenés par Tierre Brown et Andreas Glyniadakis (21 points). Ils permettent à la franchise de remporter le premier titre de son histoire, 119 à 108.

#### Saison 2006-2007
Après une préparation en Chine face à l’équipe nationale, Albuquerque revient défendre son titre. L’effectif a quelques joueurs de qualité dont certains sont régulièrement appelés en NBA. Cela n’empêche pas Dijon Thompson d’être choisi pour prendre part au All Star Game Dleague. L’équipe tient la route, et enchaîne les succès, comme cette série de sept victoires sur février et mars 2007. Mais alors que la saison régulière n’est pas encore terminée, la franchise apprend qu’elle va perdre son coach à l’issue de l’exercice, car il va retourner avec les Sparks de Los Angeles. Malgré cette nouvelle l’équipe parvient tout de même à se qualifier pour les playoffs. Le premier tour les oppose aux 14ers du Colorado, qui ne leur laissent aucune chance. Défait 130 à 100, Albuquerque est éliminé sans gloire.

#### Saison 2007-2008
Pour remplacer Michael Cooper, les Thunderbirds signent Jeff Ruland. Il est choisi pour sa connaissance du jeu, lui qui a été All Star NBA, et pour sa capacité à développer de jeunes joueurs. Il arrive ainsi de NCAA, où il a longtemps entraîné à l’université d’Iona. Malgré quelques belles séries, certains passages plombent la saison de l’équipe, comme les 7 défaites en 8 matchs entre le 9 février 2008 et le 2 mars. La saison a beau se terminer devant 5347 spectateurs, les playoffs ne sont pas au rendez-vous pour la première fois depuis que l’équipe est dans le Nouveau Mexique.

#### Saison 2008-2009
Le 22 août 2008, Ruland quitte le navire pour devenir assistant aux 76ers de Philadelphie. À sa place arrive John Coffino, entraîneur ayant plusieurs expériences à l’international. À regarder la liste des récompenses 2008-2009, on pourrait croire que l’équipe a été bonne. Ainsi, Will Conroy est choisi joueur du mois de janvier 2009, tandis que Jasper Johnson est celui de février. Ce même Conroy remporte en fin d’exercice le Jason Collier Sportsmanship Award, tout en étant élu dans l’équipe type de l’année. Et pourtant les Thunderbirds terminent avec un bilan négatif, qui ne leur permet pas de se qualifier pour les playoffs.

#### Saison 2009-2010
Pour 2009-2010 John Coffino est confirmé dans ses fonctions, de par l’implication dont il a fait preuve pour essayer d’améliorer l’équipe. Tout semble aller bien en début de saison. L’équipe parvient à conserver un bilan équilibré voire légèrement positif. Mieux, pour la semaine du premier février, Antoine Agudio et Carlos Powell sont choisis comme co-joueurs de la semaine. La suite est cependant beaucoup moins rose, car ils ne remportent que 2 de leurs 21 dernière rencontres. Ces mauvais résultats plombent le classement de l’équipe.
En parallèle de cette série noire sur le terrain, cela ne s’annonce pas mieux pour la ville en dehors. Dès le début des Thunderbirds avaient vu le jour des hypothèses de déménagement vers la nouvelle salle de Rio Rancho. Le 1er mars 2010 ces rumeurs deviennent réalité, car annonce est faite d’un changement de salle pour l’équipe pour le Santa Ana Star Center. Ce nouvel équipement doit pouvoir accueillir 6000 spectateurs en configuration basket. En parallèle, la franchise change de nom pour devenir les Thunderbirds du Nouveau Mexique.

### Thunderbirds du Nouveau-Mexique

#### Saison 2010-2011
À peine la saison précédente terminée, John Coffino quitte la franchise. C’est la piste interne qui est privilégiée pour le remplacer, car c’est Darvin Ham, son assistant des deux dernières années, qui le remplace. Ils démarrent 2010-2011 sur les chapeaux de roues, avec quatre victoires en cinq matchs. Mieux, ils poursuivent sur un bon rythme, emmenés par Shane Edwards et Dar Tucker, le second étant choisi comme meilleure progression de l’année en fin d’exercice. Mais cette belle dynamique se brise après le passage de la nouvelle année, et les Thunderbirds plongent au classement. Pire, à peine l’élimination de la course aux playoffs actée, des doutes se font sur le futur de la franchise. Le propriétaire Sam Bregman cherche des investisseurs pour la survie de l’équipe, en même temps qu’il essaie de prolonger le bail avec le Santa Ana Star Center où New Mexico joue.

### Charge de Canton

#### Saison 2011-2012
Ce mauvais pressentiment se confirme le 07 juillet 2011, avec l’annonce du rachat de la franchise par les Cavaliers de Cleveland. Ils en profitent pour la déménager dans la ville de Canton, dans l’Ohio, pour qu’elle joue au Canton Memorial Civic Center, une salle de 5200 places. Le temps que tout se mette en place, et le 11 octobre Alex Jensen est nommé entraîneur de l’équipe. À 35 ans, il apporte surtout son expérience de joueur, n’ayant été qu’assistant sur le banc d’une université. Deux jours plus tard, le nom « Charge » est officialisé, à la fois une référence à la franchise mère, ainsi qu’à l’énergie de toute la communauté locale. Le logo est dévoilé par la même occasion.
La première saison, 2011-2012, est synonyme de changements. Les mouvements de rosters sont nombreux, et l’équipe utilise pas moins de 25 joueurs. Il faut d’ailleurs attendre le sixième meilleur scoreur du Charge pour voir un homme disputer plus de la moitié des matchs… Malgré cela ils parviennent tout de même à se hisser durant un temps à la première place de la conférence, après une victoire sur Erie le 17 mars 2012, au cours d’une série de sept succès. Ils enchaînent cependant avec 5 défaites en six matchs, ce qui les fait retomber à la quatrième place. En playoffs, ils passent le premier tour 2 à 1 face à l’Armor de Springfield, avant de tomber 2 à 1 face aux Toros d’Austin en demi-finales.

#### Saison 2012-2013
Pour 2012-2013, le coach et deux bons joueurs (Antoine Agudio et Kyle Gibson) sont de retour. Jorge Gutierrez les rejoint et apporte une vraie plue value, lui qui sera choisi en fin de saison dans l’équipe des meilleurs rookies ainsi que dans celle des meilleurs défenseurs. Son impact dans ce dernier domaine est fort, car la franchise établit son record du plus petit nombre de points encaissés sur un match, lors d’une victoire contre les Mad Ants de Fort Wayne le 22 janvier 2013, 78 à 69. Deux mois plus tard le 30 mars, ils battent les Legends du Texas pour remporter le titre de la conférence Est, 113 à 94. Sans avoir sous la main les meilleurs joueurs de la ligue, cette performance vaut à Alex Jensen d’être choisi comme entraîneur de l’année. L’euphorie retombe cependant vite en playoffs, car le Charge est éliminé dès le premier tour, 2 à 1, par les 66ers de Tulsa. Menés à l’entame du dernier quart du troisième match, le retour de Canton aurait même pu leur permettre de passer, mais le dernier tir de Brady Morningstar a fini par rebondir sur le cercle, synonyme d’élimination 100 à 98.

#### Saison 2013-2014
Le 28 juin 2013, fort de son succès, Alex Jensen part pour le Jazz de l'Utah. Il y devient responsable du développement des joueurs. À sa place, Steve Hetzel est nommé le 11 septembre. Un vrai débutant, car à seulement 33 ans il n’a jamais entraîné au niveau professionnel. Du coup, James Posey, ancien joueur NBA, est lui aussi signé pour devenir son assistant. Avec 864 matchs au compteur comme joueur, il doit l’aider en apportant son expérience du terrain. Cela a l’air de fonctionner, car le Charge débute fort la saison 2013-2014, remportant huit de ses neuf premiers matchs. L’équipe joue sur sa défense, avec deux joueurs qui se démarquent dans ce domaine. Ainsi, Jorge Gutierrez (1st team) et Gilbert Brown sont tous deux choisis en fin d’année dans les meilleurs formations défensives. La franchise est même celle qui laisse le moins de points à ses adversaires, avec 101,5. Et même si la fin d’exercice est un peu plus compliquée, ils parviennent à se maintenir à la seconde place de leur conférence. En playoffs, ils affrontent le Skyforce de Sioux Falls, une formation avec un meilleur bilan. La logique est respectée, car s’ils remportent le premier match à la maison 99 à 86, ils laissent échapper les deux suivants à l’extérieur. Pour la seconde fois de suite ils s’arrêtent au premier tour.

#### Saison 2014-2016
Canton n’arrive pas à être stable au coaching, car ses jeunes entraîneurs ont la bougeotte. Le 29 mai 2014, on apprend ainsi que Steve Hetzel va partir pour devenir assistants aux Hornets de Charlotte. À sa place arrive un ancien des Cavaliers de Cleveland, Jordi Fernández. Assistant de Hetzel, il prend donc sa relève. Ses deux années à la tête de Canton sont un copier coller… Les deux fois il obtient 62 % de victoires, l’équipe termine à la seconde place de sa conférence, et se fait sortir en demi-finale lors des playoffs. La seconde année, certains espoirs ont même semblé permis, car en février le Charge bat son record de victoires consécutives, tombant 115 à 112 à Westchester après 12 succès de rang. Jordi Fernández recueille quelques lauriers de cette série, et un février 2016 vierge de tout revers lui donne l’opportunité d’être choisi comme entraîneur du mois. Avec 19,6 points, 5,4 passes et 3,9 rebonds, Quinn Cook est quant à lui élu rookie de l’année.

#### Saison 2016-2017
Après ces deux belles saison, Fernández a logiquement des opportunités à l’étage du dessus. Le 5 juillet 2016, il décide d’accepter une proposition des Nuggets de Denver, où il retrouve Mike Malone avec qui il a déjà travaillé. Une nouvelle fois la solution de remplacement est trouvée en interne, car son remplaçant Nate Reinking a passé les trois dernières saisons à Canton comme assistant. Cook est quant à lui toujours là et assure le spectacle, en étant choisi meilleur joueur du All Star Game 2016, puis sélectionné dans l’équipe type de l’année. Il n’est pas le seul à être récompensé, car Eric Moreland est dans la meilleure formation défensive, tandis que John Holland est nommé joueur d’impact de l’année. De quoi conserver un bon bilan, mais pas suffisant pour briller en playoffs, où l’élimination est au rendez-vous dès le premier tour face aux Raptors 905.

#### Saison 2017-2018
Pour la saison 2017-2018, Canton s’essaie à des noms plus connus. Le 16 octobre 2017, c’est Kendrick Perkins qui signe. Ayant passé 13 ans en NBA, il essaie d’y retourner en passant par l’étage inférieur. Malgré cela l’équipe ne parvient jamais à trouver le bon rythme. Marcus Thornton essaie d’emmener les troupes avec 18,8 points, mais mis à part Jacorey Williams (15,6 points et 7,7 rebonds) les autres cadres sont trop fluctuants pour qu’une réelle alchimie se crée. Canton n’est pas dans le rythme, et pour la première fois qu’elle est ici la franchise ne parvient pas à se qualifier pour les playoffs.

#### Saison 2018-2019
En 2018-2019, le Charge ne parvient pas à faire mieux. Pourtant l’équipe est annoncée meilleure sur le papier dans les médias. Le coach croit en l’effectif, et John Holland entame sa quatrième année en ville. Par moments ceci semble justifié. Le 6 décembre par exemple, le record du nombre de points de la franchise sur un match est battu lors d’une victoire 151 à 125 sur les Nets de Long Island. Cependant, deux séries de sept et huit défaites (Record de l’histoire de la franchise) ruinent toute chance de se qualifier pour les playoffs, la première fin décembre, la seconde en fin janvier… Le passage de Jaron Blossomgame, avec 17,3 unités pour 7,2 prises ne parvient pas à faire décoller l’équipe. Le bilan final est exactement le même que lors de l’exercice précédent, et les playoffs ne sont de nouveau pas au rendez-vous.

#### Saison 2019-2020
2019-2020 marque le retour de la franchise au premier plan. Ceci est visible dès le début de l’exercice, avec 5 victoires en 6 rencontres. La stabilité de l’effectif aide ensuite bien, car seuls 15 joueurs sont utilisés sur la saison, ce qui est rare à ce niveau. La cohésion est au rendez-vous, et les joueurs se donnent en défense. Sir'Dominic Pointer en est le leader, et il est d’ailleurs choisi dans la meilleure formation défensive de G-League de la saison. Tout n’est pas pour autant tout le temps rose. Le 1er février par exemple, les Mad Ants de Fort Wayne réalisent le plus gros come-back de l’histoire de la ligue à leurs dépens. Devant de 35 longueurs lors du troisième quart temps, le Charge s’écroule pour finalement s’incliner 124 à 118 à l’extérieur. Ces déconvenues restent rares, car en plus d’une bonne défense, ils progressent tout au long de l’année en attaque pour devenir une vraie menace derrière l’arc. Ils sont même qualifiés pour les playoffs, à la seconde place de leur division, alors qu’il reste sept rencontres à jouer. Mais ils ne peuvent concrétiser ce retour au premier plan, car l’épidémie de Covid-19 met un terme prématuré à la saison.

### Logos

Logo du Flight de Huntsville (2001-2005)
Logo des Thunderbirds d'Albuquerque (2005-2010)
Logo des Thunderbirds de New Mexico (2010-2011)
Logo du Charge de Canton (2011-2021)
Logo du Charge de Cleveland (depuis 2021)

## Salles
- 2001-2005 : Von Braun Center
- 2005-2010 : Tingley Coliseum
- 2010-2011 : Santa Ana Star Center
- 2011-2021 : Canton Memorial Civic Center
- 2021- : Wolstein Center

## Résultats sportifs

### Palmarès
| NBA Gatorade League                                                                  |
| - NBA Gatorade League : - 18 participations. - Vainqueur : 2006. - Finaliste : 2004. |

### Saison par saison
| Flight de Huntsville            |                           |                           |     |     |      |              |           |
| 2001-2002                       |                           | 5e                        | 26  | 30  | .464 |              |           |
| 2002-2003                       |                           | 8e                        | 22  | 28  | .440 |              |           |
| 2003-2004                       |                           | 3e                        | 24  | 22  | .522 | Finaliste    |           |
| 2004-2005                       |                           | 3e                        | 27  | 21  | .563 | Demi-finale  |           |
| Thunderbirds d’Albuquerque      |                           |                           |     |     |      |              |           |
| 2005-2006                       |                           | 2e                        | 26  | 22  | .542 | Champion     |           |
| 2006-2007                       | Western                   | 3e                        | 24  | 26  | .480 | Premier tour |           |
| 2007-2008                       | Southwestern              | 4e                        | 22  | 28  | .440 |              |           |
| 2008-2009                       | Southwestern              | 3e                        | 24  | 26  | .480 |              |           |
| 2009-2010                       | Western                   | 7e                        | 18  | 32  | .360 |              |           |
| Thunderbirds du Nouveau-Mexique |                           |                           |     |     |      |              |           |
| 2010-2011                       | Western                   | 9e                        | 20  | 30  | .400 |              |           |
| Charge de Canton                |                           |                           |     |     |      |              |           |
| 2011-2012                       | Eastern                   | 4e                        | 27  | 23  | .540 | Demi-finale  |           |
| 2012-2013                       | Eastern                   | 1er                       | 30  | 20  | .600 | Premier tour |           |
| 2013-2014                       | Eastern                   | 2e                        | 28  | 22  | .560 | Premier tour |           |
| 2014-2015                       | Atlantic                  | 2e                        | 31  | 19  | .620 | Demi-finale  |           |
| 2015-2016                       | Central                   | 2e                        | 31  | 19  | .620 | Demi-finale  |           |
| 2016–2017                       | Central                   | 3e                        | 29  | 21  | .580 | Premier tour |           |
| 2017-2018                       | Central                   | 4e                        | 22  | 28  | .440 |              |           |
| 2018-2019                       | Central                   | 4e                        | 22  | 28  | .440 |              |           |
| Bilan en saison régulière       | Bilan en saison régulière | Bilan en saison régulière | 453 | 455 | .499 | 2001-2019    | 2001-2019 |
| Bilan en Playoffs               | Bilan en Playoffs         | Bilan en Playoffs         | 12  | 17  | .414 | 2001-2019    | 2001-2019 |

## Personnalités et joueurs du club

### Entraîneurs successifs
Le tableau suivant présente la liste des entraîneurs du club depuis 2001.
| #                               | Entraîneur        | Période   | Saison régulière | Saison régulière | Saison régulière | Saison régulière | Playoffs | Playoffs | Playoffs | Playoffs | Récompenses |
| #                               | Entraîneur        | Période   | M                | V                | D                | %                | M        | V        | D        | %        | Récompenses |
| ------------------------------- | ----------------- | --------- | ---------------- | ---------------- | ---------------- | ---------------- | -------- | -------- | -------- | -------- | ----------- |
| Flight de Huntsville            |                   |           |                  |                  |                  |                  |          |          |          |          |             |
| 1                               | Bob Thornton      | 2001-2002 | 56               | 26               | 30               | .464             | -        | -        | -        | 0.000    |             |
| 2                               | Ralph Lewis. (en) | 2002-2005 | 144              | 73               | 71               | .407             | 3        | 2        | 1        | 0.667    |             |
| Thunderbirds d’Albuquerque      |                   |           |                  |                  |                  |                  |          |          |          |          |             |
| 3                               | Michael Cooper    | 2005-2007 | 98               | 50               | 48               | .510             | 3        | 2        | 1        | 0.667    |             |
| 4                               | Jeff Ruland       | 2007-2008 | 50               | 22               | 28               | .440             | -        | -        | -        | -        |             |
| 5                               | John Coffino (en) | 2008-2010 | 100              | 42               | 58               | .420             | -        | -        | -        | -        |             |
| Thunderbirds du Nouveau-Mexique |                   |           |                  |                  |                  |                  |          |          |          |          |             |
| 6                               | Darvin Ham        | 2010-2011 | 50               | 20               | 30               | .400             | -        | -        | -        | -        |             |
| Charge de Canton                |                   |           |                  |                  |                  |                  |          |          |          |          |             |
| 7                               | Alex Jensen       | 2011-2013 | 100              | 57               | 43               | .570             | 9        | 4        | 5        | .444     |             |
| 8                               | Steve Hetzel (en) | 2013-2014 | 50               | 28               | 55               | .560             | 3        | 1        | 2        | .330     |             |
| 9                               | Jordi Fernández   | 2014-2016 | 100              | 62               | 38               | .620             | 10       | 5        | 5        | .500     |             |
| 10                              | Nate Reinking     | 2016-     | 150              | 73               | 77               | .487             | 2        | 0        | 2        | .000     |             |

### Effectif actuel (2017-2018)
L'effectif 2017-2018 est dirigé par Nate Reinking. Il est composé de :

### Joueurs emblématiques
- Ken Johnson
- T. J. Campbell
- Kevin Jones
- David Noel
- Chris Crawford
- Kyle Gibson
- Jaron Hopkins
- Kyrylo Fesenko
- Yuta Tabuse